# Bibi Langer
Brita (Bibi) Catharina Margareta Langer, född Lidman den 9 augusti 1928 i Danderyd, död den 17 mars 2020 i Stockholms Sankt Johannes distrikt, Stockholm, var en svensk journalist och författare.

## Biografi
Bibi Langer var dotter till författaren och pingstkyrkoledaren Sven Lidman och författaren Brita född Otterdahl. Hon var yngre syster till författarna Sven Lidman, Sam Lidman och Eva Berggrén. Hon var även halvsyster till bland andra Ulla Lidman-Frostenson.
Efter normalskolekompetens 1946 var hon anställd vid SAS 1950–1952 och sedan vid Åhlén & Åkerlund 1958–1971. Hon var frilans där och i Sveriges Radio med bland annat Gomorron 1972–1975, guide Västindien och Afrika och på kryssningar (tillsammans med Pekka Langer) 1975–1982, frilans från 1971. 1983–1984 var hon var Sida-stipendiat i Zambia.
Bibi Langer var från 1948 gift med Pekka Langer, som hon gjorde radioproduktioner tillsammans med, bland annat radioprogrammet Gomorron under åren 1972–1975. Pekka Langer avled 1996. Deras barn är Johan (född 1948), en dotter och författaren Joakim Langer (född 1957).
Makarna Langer är gravsatta i minneslunden på Solna kyrkogård.